# Typhlops manni
Typhlops manni е вид влечуго от семейство Typhlopidae. Видът е световно застрашен, със статут Уязвим.

## Разпространение
Видът е ендемичен в Западна Африка (Гвинея и Либерия).